# Дијаставроси Палеокастру
Дијаставроси Палеокастру (грч. Διασταύρωση Παλαιοκάστρου) је насељено место у општини Полигирос у периферији Средишња Македонија, Грчка. Према попису из 2021. године било је 249 становника.
Насеље је подигнули житељи села Палеокастро шездесетих година 20. века. Први пут се помиње на попису из 1971. године са 203 становника.